# Сијудад Хуарез
Сијудад Хуарез (шп. Ciudad Juárez) је град у Мексику у савезној држави Чивава. Налази се на северу земље на реци Рио Браво, која чини границу између Мексика и САД-а. На другој страни реке је град Ел Пасо у Тексасу. Према процени из 2005. у граду је живело 1.301.452 становника.
Насеље на овом месту је настало 1659. као фрањевачка мисија Гваделупе. Касније је име града било Виља Пасо дел Норте (Villa Paso del Norte). Данашње име град је добио 1888. у част мексичког председника Бенита Хуареза. 

## Географија

### Клима
| Клима (Сијудад Хуарез)      | Клима (Сијудад Хуарез) | Клима (Сијудад Хуарез) | Клима (Сијудад Хуарез) | Клима (Сијудад Хуарез) | Клима (Сијудад Хуарез) | Клима (Сијудад Хуарез) | Клима (Сијудад Хуарез) | Клима (Сијудад Хуарез) | Клима (Сијудад Хуарез) | Клима (Сијудад Хуарез) | Клима (Сијудад Хуарез) | Клима (Сијудад Хуарез) | Клима (Сијудад Хуарез) |
| Показатељ \ Месец           | .Јан.                  | .Феб.                  | .Мар.                  | .Апр.                  | .Мај.                  | .Јун.                  | .Јул.                  | .Авг.                  | .Сеп.                  | .Окт.                  | .Нов.                  | .Дец.                  | .Год.                  |
| --------------------------- | ---------------------- | ---------------------- | ---------------------- | ---------------------- | ---------------------- | ---------------------- | ---------------------- | ---------------------- | ---------------------- | ---------------------- | ---------------------- | ---------------------- | ---------------------- |
| Апсолутни максимум, °C (°F) | 26,0 (78,8)            | 29,5 (85,1)            | 33,0 (91,4)            | 38,0 (100,4)           | 39,0 (102,2)           | 44,0 (111,2)           | 47,3 (117,1)           | 39,0 (102,2)           | 39,0 (102,2)           | 35,0 (95)              | 32,0 (89,6)            | 24,5 (76,1)            | 47,3 (117,1)           |
| Средњи максимум, °C (°F)    | 13,0 (55,4)            | 15,9 (60,6)            | 20,3 (68,5)            | 25,8 (78,4)            | 30,5 (86,9)            | 34,6 (94,3)            | 35,0 (95)              | 33,9 (93)              | 30,2 (86,4)            | 25,4 (77,7)            | 18,8 (65,8)            | 13,9 (57)              | 24,8 (76,6)            |
| Просек, °C (°F)             | 5,3 (41,5)             | 8,2 (46,8)             | 11,8 (53,2)            | 17,2 (63)              | 21,5 (70,7)            | 25,4 (77,7)            | 27,3 (81,1)            | 26,2 (79,2)            | 22,8 (73)              | 17,1 (62,8)            | 10,7 (51,3)            | 6,6 (43,9)             | 16,7 (62,1)            |
| Средњи минимум, °C (°F)     | −2,3 (27,9)            | 0,5 (32,9)             | 3,4 (38,1)             | 8,5 (47,3)             | 12,5 (54,5)            | 16,2 (61,2)            | 19,6 (67,3)            | 18,5 (65,3)            | 15,4 (59,7)            | 8,9 (48)               | 2,5 (36,5)             | −0,8 (30,6)            | 8,6 (47,5)             |
| Апсолутни минимум, °C (°F)  | −23 (−9)               | −18,5 (−1,3)           | −13 (9)                | −5 (23)                | —                      | —                      | 10,0 (50)              | 10,0 (50)              | —                      | —                      | −9 (16)                | −12 (10)               | −23 (−9)               |
| [ тражи се извор ]          |                        |                        |                        |                        |                        |                        |                        |                        |                        |                        |                        |                        |                        |

## Становништво
Према подацима са пописа становништва из 2010. године, град је имао 1.321.004 становника.
| 1990.   | 1995.   | 2000.     | 2005.     | 2010.     |
| ------- | ------- | --------- | --------- | --------- |
| 789.522 | 995.770 | 1.187.275 | 1.301.452 | 1.321.004 |